# Гевелий (лунный кратер)
Кратер Гевелий (лат. Hevelius) — древний большой ударный кратер в западной экваториальной области Океана Бурь на видимой стороне Луны. Название присвоено в честь польского астронома Яна Гевелия (1611—1687) и утверждено Международным астрономическим союзом в 1935 г. Образование кратера относится к нектарскому периоду.

## Описание кратера
Ближайшими соседями кратера являются кратер Гедин на западе, кратер Ольберс на северо-западе, кратер Кавальери примыкающий к северной части вала кратера Гевелий, кратер Лорман на юге, а также кратер Риччоли на западе-юго-западе. На северо-востоке от кратера находится структура с высоким альбедо Рейнер Гамма. Селенографические координаты центра кратера 2°12′ с. ш. 67°28′ з. д. / 2,2° с. ш. 67,46° з. д., диаметр 113,9 км, глубина 1,93 км.
За время своего существования кратер значительно разрушен и затоплен лавой, над поверхностью лавы выступают останки вала. Западная часть вала перекрыта несколькими небольшими кратерами. Средняя высота вала кратера над окружающей местностью 1570 м, объем кратера составляет приблизительно 13 700 км³. Дно чаши кратера ровное, плоское, выровненное лавой, пересечено системой борозд названных по имени кратера. Имеется одиночный центральный пик треугольной формы с возвышением около 1000 м, смещенный к северо-западу от центра чаши. На вершине пика находится маленький кратер. Северо-восточная часть чаши пересеченная, имеет прямой хребет протянувшийся в направлении юго-востока. В северо-западной части чаши находится приметный сателлитный кратер Гевелий А (см. ниже).

## Сателлитные кратеры
| Гевелий | Координаты                                          | Диаметр, км |
| ------- | --------------------------------------------------- | ----------- |
| A       | 2°51′ с. ш. 68°14′ з. д. / 2,85° с. ш. 68,23° з. д. | 14,0        |
| B       | 1°22′ с. ш. 68°59′ з. д. / 1,36° с. ш. 68,98° з. д. | 13,5        |
| D       | 3°03′ с. ш. 60°55′ з. д. / 3,05° с. ш. 60,91° з. д. | 7,8         |
| E       | 2°58′ с. ш. 65°47′ з. д. / 2,96° с. ш. 65,78° з. д. | 8,8         |
| J       | 0°48′ с. ш. 69°54′ з. д. / 0,8° с. ш. 69,9° з. д.   | 13,1        |
| K       | 1°35′ с. ш. 70°05′ з. д. / 1,58° с. ш. 70,08° з. д. | 5,7         |
| L       | 2°02′ с. ш. 70°29′ з. д. / 2,04° с. ш. 70,48° з. д. | 7,6         |